# G5 (автоматична гвинтівка)
G5 — грузинська автоматична гвинтівка родини AR-15, що є клоном HK416. Розроблена в 2012 році грузинським військовим науково-технічним центром Дельта як альтернатива карабіну М4 для оснащення Збройних сил Грузії. Вперше гвинтівка була представлена 26 травня 2012 року на виставці «Вироблено в Грузії».

## Опис
В автоматі застосовані полімерні та титанові сплави для полегшення ваги зброї. Всі деталі, крім магазинів, вироблені на території Грузії. Загальна довжина зброї становить 840 мм з висунутим телескопічним прикладом і 756 мм зі складеним. Вага близько 3,5 кілограма. На цівку і ствольній коробці є рейки Пікатіні для кріплення прицільних пристроїв і аксесуарів на зразок ліхтарів. G5 «харчується» від стандартних магазинів STANAG на 30 патронів.
Головною відмінністю G5 від М16 є газовий поршень, покликаний підвищити надійність зброї. Автоматика аналогічна М16, але на відміну від прототипу, на затворну раму впливає поршень, а не газовий струмінь. Затворна рама має буфер віддачі для зменшення впливу віддачі на кучність стрільби.